# 330년대
330년대는 330년부터 339년까지를 가리킨다.